# 和久井光司
和久井 光司（わくい こうじ、1958年10月2日 -）は、総合音楽家。東京都出身。
音楽家、ソングライター、音楽プロデューサー、レーベル・オーナー、著作家、など音楽に関わる諸々に携わるという意味で、総合音楽家を名乗っている。
1980年にニュー・ウェイヴ・バンド、スクリーンを結成し、以後、モーメンツ、東京の人、和久井光司F.B.I.、Bonzo Dog Tokyo Doo Dah Band、the BMW、和久井光司&セルロイド・ヒーローズなどで活動。
2007年11月に発売された和久井によるボブ・ディラン公認の日本語カバー・アルバム『ディランを唄う』のジャケットを浦沢直樹が描き、翌2008年6月27日・28日には【和久井光司×浦沢直樹 2 days Live at 東京キネマ倶楽部】が行われ、11月発売の浦沢の1stアルバム『半世紀の男』のプロデュースを手掛けた。
2021年、窪田晴男とバンド「東京暮色」を結成。

## 主な音楽作品
- ペルソナ／仮面（スクリーン）
- ムーン&ジューン（スクリーン）
- キャンプ・ユーモア（スクリーン）
- ライフ・ゴーズ・オン（スクリーン）
- ガレージ&ザ・ロード（スクリーン）
- 虹かかる日（和久井光司 with モーメンツ）
- From Dusk Till Dawn（和久井光司）
- Torch Song Trilogy（和久井光司）
- MONOCHROME 80（写真集付オムニバスCD／あがた森魚、甲本ヒロト、野澤享司、森山公一、ほか参加）
- 愛と性のクーデター（和久井光司&セルロイド・ヒーローズ）
- ディランを唄う（和久井光司）

## 主な著書
- ビートルズ&アップル・マテリアル（BNN）
- 地球音楽ライブラリー・クイーン（TOKYO FM出版）
- U2（BNN）
- PINK FLOYD（BNN）
- ビートルズ〜20世紀文化としてのロック（講談社選書メチエ）
- 新説ビートルズ・ストーリー（音楽出版社／共著者：326）
- ビートルズ・UKアナログ盤・ガイドブック（ストレンジ・デイズ）
- ディランを語ろう（小学館／共著者：浦沢直樹）
- 「at 武道館」をつくった男〜ディレクター野中と洋楽ロック黄金時代（アルテスパブリッシング）

## 主な編著書
- from BEAT to POP（音楽之友社）
- WORLD FAMOUS GUITAR POP（音楽之友社）
- 英国ロックの深い森 1955-1975（ミュージック・マガジン）
- 英国ロックの深い森 1976-1990（ミュージック・マガジン）
- ザ・ゴールデン・カップスのすべて（河出書房新社）